# إدنا كول
إدنا كول (بالإنجليزية: Edna Coll)‏ هي كاتِبة أمريكية، ولدت في 24 يوليو 1906 في أريسيبو في الولايات المتحدة، وتوفيت في 19 نوفمبر 2002 في سان خوان في بورتوريكو.